# Juribei (Gydan)
Der Juribei (russisch Юрибе́й) ist ein 479 km langer Zufluss der Karasee auf der Gydan-Halbinsel im nordwestlichen Sibirien (Russland). Er ist nicht zu verwechseln mit einem weiteren Juribei genannten Zufluss der Karasee auf der Jamal-Halbinsel.

## Verlauf
Der Juribei entfließt in etwa 100 m Höhe einem kleinen See im südwestlichen Teil der Gydan-Halbinsel, gut 60 Kilometer nordöstlich von Kap Trjochbugorny an der Einmündung des Tasbusens in den Obbusen. Er durchfließt zumeist stark mäandrierend in einer breiten, sumpfigen und seenreichen Talaue die Tundralandschaft der Gydan-Halbinsel in vorwiegend nordöstlicher bis nördlicher Richtung. Abschnittsweise bildet er im Mittel- und Unterlauf mehrere Arme aus. Er mündet schließlich gut 15 Kilometer unterhalb (nördlich) des Dorfes Juribei mit mehreren Armen in den Gydan-Busen der Karasee, eines Randmeers des Arktischen Ozeans. Der Gydan-Busen liegt zwischen dem Obbusen und der Mündung des Jenissei. Der Hauptmündungsarm ist bis über einen Kilometer, oberhalb des Mündungsdeltas bereits über 400 Meter breit und vier Meter tief; seine Fließgeschwindigkeit beträgt 0,1 m/s.
Die bedeutendsten Nebenflüsse des Juribei Nerossawojacha, Chanaweijacha, Jungijacha, Sjakutajacha und Ampossjacha von rechts sowie Toramjujacha, Maretajacha und Jaratossjo von links.

## Hydrologie
Das Einzugsgebiet des Flusses umfasst 11.700 km². Er friert von Oktober bis Juni zu und führt während der Schneeschmelze im Juni bis Juli Hochwasser.
Der Unterlauf des Flusses steht unter Gezeiteneinfluss.

## Wirtschaft und Infrastruktur
Mittel- und Unterlauf des Juribei sind schiffbar. Der Fluss wird jedoch nicht als Binnenwasserstraße genutzt.
Das vom Juribei durchflossene Gebiet ist sehr dünn besiedelt, hauptsächlich von nomadisierenden Nenzen. Die Bevölkerungsdichte des durchflossenen Rajons Tasowski beträgt nur 0,1 Einwohner/km². Außer dem kleinen, nach dem Fluss benannten Dorf Juribei nahe der Mündung gibt es keine weiteren Ortschaften am Fluss. Jegliche Verkehrsinfrastruktur in dem Gebiet fehlt bisher. Im Einzugsbereich des Flusses wurden Erdgaslagerstätten entdeckt, aber bislang nicht erschlossen, beispielsweise Soletskoje-Chanaweiskoje und Gydanskoje.